# Елкин (Северна Каролина)
Елкин (енгл. Elkin) град је у америчкој савезној држави Северна Каролина.

## Демографија
По попису из 2010. године број становника је 4.001, што је 108 (-2,6%) становника мање него 2000. године.
| Група             | 2000.         | 2010.         |
| Белци             | 3.226 (78,5%) | 2.992 (74,8%) |
| Афроамериканци    | 297 (7,2%)    | 255 (6,4%)    |
| Азијати           | 13 (0,3%)     | 31 (0,8%)     |
| Хиспаноамериканци | 552 (13,4%)   | 713 (17,8%)   |
| Укупно            | 4.109         | 4.001         |